# Campionati mondiali under 23 di slittino 2015
I Campionati mondiali under 23 di slittino 2015, quarta edizione della manifestazione, si sono disputati il 14 e il 15 febbraio 2015 a Sigulda, in Lettonia, sul tracciato Siguldas bobsleja un kamaniņu trase, all'interno della gara senior che ha assegnato il titolo mondiale assoluto 2015. Sono state disputate gare in tre differenti specialità: nel singolo uomini, nel singolo donne e nel doppio.

## Risultati

### Singolo uomini
La gara è stata disputata il 15 febbraio nell'arco di due manches e hanno preso parte alla competizione 12 atleti in rappresentanza di 9 differenti nazioni; campione uscente era l'italiano Dominik Fischnaller, che ha concluso la prova al terzo posto, e il titolo fu conquistato dal russo Aleksandr Peretjagin, davanti al lettone Riks Kristens Rozītis.
| Pos. | Atleti                | Nazione     | Tempo    | Distacco |
| ---- | --------------------- | ----------- | -------- | -------- |
|      | Aleksandr Peretjagin  | Russia      | 1'36"492 |          |
|      | Riks Kristens Rozītis | Lettonia    | 1'37"124 | +0"632   |
|      | Dominik Fischnaller   | Italia      | 1'37"358 | +0"866   |
| 4    | Artūrs Dārznieks      | Lettonia    | 1'37"434 | +0"942   |
| 5    | Tucker West           | Stati Uniti | 1'37"631 | +1"139   |
| 6    | David Gleirscher      | Austria     | 1'38"056 | +1"564   |
| 7    | Wojciech Chmielewski  | Polonia     | 1'38"507 | +2"015   |
| 8    | Kristers Aparjods     | Lettonia    | 49"264   | -        |
| 9    | Marek Solčanský       | Slovacchia  | 49"746   | -        |
| 10   | Daniel Popa           | Romania     | 50"231   | -        |

### Singolo donne
La gara è stata disputata il 14 febbraio nell'arco di due manches e hanno preso parte alla competizione 22 atlete in rappresentanza di 12 differenti nazioni; campionessa uscente era la tedesca Aileen Frisch, non presente alla competizione, e il titolo è stato pertanto vinto dalla russa Ekaterina Katnikova, davanti alla statunitense Summer Britcher e all'altra russa Ekaterina Baturina.
| Pos. | Atleti               | Nazione       | Tempo    | Distacco |
| ---- | -------------------- | ------------- | -------- | -------- |
|      | Ekaterina Katnikova  | Russia        | 1'24"729 |          |
|      | Summer Britcher      | Stati Uniti   | 1'24"760 | +0"031   |
|      | Ekaterina Baturina   | Russia        | 1'24"823 | +0"094   |
| 4    | Kimberley McRae      | Canada        | 1'25"022 | +0"293   |
| 5    | Miriam Kastlunger    | Austria       | 1'25"166 | +0"437   |
| 6    | Andrea Vötter        | Italia        | 1'25"595 | +0"866   |
| 7    | Natalia Wojtusciszyn | Polonia       | 1'26"188 | +1"459   |
| 8    | Emily Sweeney        | Stati Uniti   | 42"909   | -        |
| 9    | Sung Eun-ryung       | Corea del Sud | 43"053   | -        |
| 10   | Olena Stec'kiv       | Ucraina       | 43"127   | -        |

### Doppio
La gara è stata disputata il 14 febbraio nell'arco di due manches e hanno preso parte alla competizione 16 atleti in rappresentanza di 8 differenti nazioni; campioni uscenti erano i canadesi Tristan Walker e Justin Snith, non ammessi alla competizione in quanto oltre i 23 anni di età, e il titolo è stato pertanto vinto dai russi Andrej Bogdanov e Andrej Medvedev, davanti agli italiani Florian Gruber e Simon Kainzwaldner e ai sudcoreani Park Jin-yong e Cho Jung-myung
| Pos. | Atleti                              | Nazione       | Tempo    | Distacco |
| ---- | ----------------------------------- | ------------- | -------- | -------- |
|      | Andrej Bogdanov Andrej Medvedev     | Russia        | 1'24"415 |          |
|      | Florian Gruber Simon Kainzwaldner   | Italia        | 1'25"491 | +1"076   |
|      | Park Jin-yong Cho Jung-myung        | Corea del Sud | 1'25"587 | +1"172   |
| 4    | Thomas Steu Lorenz Koller           | Austria       | 1'25"724 | +1"309   |
| 5    | Kristens Putins Imants Marcinkēvičs | Lettonia      | 43"124   | -        |
| 6    | Jakub Šimoňák Patrik Tomaško        | Slovacchia    | 44"950   | -        |
| 7    | Cosmin Atodiresei Ștefan Musei      | Romania       | 46"100   | -        |
| 8    | Patryk Poreba Karol Mikrut          | Polonia       | 51"440   | -        |

## Medagliere
| Posizione | Nazione       | Oro | Argento | Bronzo | Totale |
| --------- | ------------- | --- | ------- | ------ | ------ |
| 1         | Russia        | 3   | 0       | 1      | 4      |
| 2         | Italia        | 0   | 1       | 1      | 2      |
| 3         | Lettonia      | 0   | 1       | 0      | 1      |
| 3         | Stati Uniti   | 0   | 1       | 0      | 1      |
| 5         | Corea del Sud | 0   | 0       | 1      | 1      |
| Totale    | Totale        | 3   | 3       | 3      | 9      |